# Алимпиев, Сергей Викторович
Сергей Викторович Алимпиев (22 сентября 1958, Рассказово, Тамбовская область — 18 декабря 2005, Москва) — советский и российский артист оперетты, солист Московского театра оперетты, Заслуженный артист России (1998).
Снимался в первом выпуске шоу "Любовь с первого взгляда"

## Биография
Окончил ЛГИТМиК по специальности «Актёр музыкального театра» (1984).
С 1984 г. солист Московского театра оперетты.
В 1990 году совместно с диктором ЦТ СССР Мариной Бурцевой был ведущим Конкурса вокалистов «Ялта-90».
Испoлнял вeдущиe партии в опереттах Кальмана, «Великая герцогиня Герольштейнская» Оффенбаха, «Женихи» Исаака Дунаевского, «Летучая мышь» Штрауса, «Весёлая вдова» Легара.
Интересный факт: Снимался в первом выпуске шоу "Любовь с первого взгляда", 1991 год. Ведущим шоу был Борис Крюк.
Умер 18 декабря 2005 года в Москве от гепатита, вызванного осложнениями по причине СПИДа.